# Bewang
Bewang is een bestuurslaag in het regentschap Aceh Tengah van de provincie Atjeh, Indonesië. Bewang telt 250 inwoners (volkstelling 2010).